# Etimesgut (district)
Etimesgut is een Turks district in de provincie Ankara en telt 289.601 inwoners (2007). Het district heeft een oppervlakte van 49,2 km². Hoofdplaats is Etimesgut.
De bevolkingsontwikkeling van het district is weergegeven in onderstaande tabel.
| 1997    | 2000    | 2007    |
| ------- | ------- | ------- |
| 113.787 | 171.293 | 289.601 |